# Anelosimus agnar
Anelosimus agnar là một loài nhện trong họ Theridiidae.
Loài này thuộc chi Anelosimus. Anelosimus agnar được miêu tả năm 2006 bởi Agnarsson.